# Kantatie 68
La Kantatie 68 (in svedese Stamväg 68) è una strada principale finlandese. Ha inizio a Virrat e si dirige verso nord-ovest, verso il Golfo di Botnia, dove si conclude dopo 207 km nei pressi di Pietarsaari.

## Percorso
La Kantatie 68 attraversa i comuni di Ähtäri, Alajärvi, Vimpeli, Lappajärvi, Evijärvi e Pedersöre.